# Спитайте Сінді
Запитайте Сінді — комедійний фільм 2001 року.

## Сюжет
Потрапивши в халепу, біржовий маклер Райан Тернер залишився без гроша в кишені, без роботи, квартири, коханки і дівчини. Але Тернер не звик здаватися. Він готовий розпочати життя заново і починає писати в газетній жіночій колонці «Запитайте Сінді» від імені подружки, що втекла. І швидко розуміє, що на більшість питань просто не здатний відповісти. Йому доводиться включити всю свою винахідливість, щоб у підсумку повернути втрачене з лишком.

## У ролях
| Актор          | Роль            |
| -------------- | --------------- |
| Чарлі Шин      | Раян Тернер     |
| Енджі Гармон   | Пейдж Генсен    |
| Деніз Річардс  | Сінді Стайн     |
| Джон Ловітц    | Баррі Шерман    |
| Розанна Аркетт | Кеті Шерман     |
| Баррі Ньюман   | Дональд Сімпсон |
| Естель Гарріс  | Айріс           |
| Джон де Лансі  | Тед             |
| Арт Метрано    | безхатько       |